# 王伯恭
王伯恭（？—489年），北魏兖州人。
北魏孝文帝拓跋宏太和十三年（489年）正月乙丑，王伯恭在劳山（崂山，今山东省青岛市崂山区）聚众起兵反魏，自称齐王，东莱镇将孔伯孙讨伐斩杀了王伯恭。